# Klemetinpuisto
Le parc de Klemetti (finnois : Klemetinpuisto) est un parc du quartier Hietalahti de Vaasa en Finlande.

## Présentation
Le parc de Klemetti est couvert de pelouses et de végétation. 
Il y poussent divers arbres à feuilles caduques et conifères tels que les pins pleureurs.
Des sculptures du parc: un scarabée en épicéa, une araignée, une sauterelle et une abeille raviront les visiteurs.
En hiver, une patinoire gelée est installée dans le parc. 
Un  bassin inondable a été construit dans le parc de Klemetti pour empêcher les fortes pluies d'inonder la zone.